# سبکی تحمل‌ناپذیر هستی
سَبُکیِ تحمل‌ناپذیر هستی یا بار هستی نام رمانی از میلان کوندرا است که در سال ۱۹۸۴ نوشته شده‌است.

## داستان
این کتاب که در سال ۱۹۶۸ در پراگ در دورهٔ زمانی موسوم به بهار پراگ می‌گذرد، با مفاهیم فلسفی فراوانی سر و کار دارد. کتاب به شرحی از وضعیت زندگی هنرمندان و روشنفکران چکسلواکی پس از بهار پراگ، یعنی پس از حملهٔ اتحاد شوروی به چکسلواکی، می‌پردازد. شخصیت اصلی کتاب «توماس» نام دارد. توماس که جراحی معروف است انتقادات فراوانی به کمونیست‌های چک دارد و این موجب می‌شود که او شغل‌اش را از دست بدهد. دیگر شخصیت‌های مهم داستان «ترزا» (همسر توماس)، «سابینا» (نقاش، معشوقهٔ توماس)، و «فرانز» (استاد دانشگاه، معشوق سابینا) هستند.
بار هستی در خلاصه دربارهٔ درک این موضوع است که تشخیص راه درست از راه غلط برای انسان غیرممکن است. به‌همین دلیل راه غلطی وجود ندارد و انسان مبری از اشتباه است.

## شخصیت‌ها

#### توما
یک جراح چک و فرد روشنفکر. توما شخصیتی زن‌باره دارد و برای کارش زندگی می‌کند. از نظر او رابطه‌ٔ جنسی و عشق دو چیز مجزا هستند. او با زنان زیادی رابطهٔ جنسی دارد؛ اما تنها عاشق زنش ترزاست. 

#### ترزا
زن جوان توما. یک عکاس نرمخوی روشنفکر که در زمان اشغال پراگ به دست روسیه برای عکاسی دست به کارهای خطرناکی زده است. ترزا توما را برای روابطش با دیگران محکوم نمی‌کند و در عوض خود را شخصی ضعیف تلقی می‌کند. ترزا بیش از هر چیز به خاطر شرم و نفرتی که از بدنش دارد، تعریف می‌شود و این شرم و نفرت ریشه در کودکی او و مادرش دارد. 

#### سابینا
معشوقه و دوست نزدیک توما. او از عمل خیانت به غایت خشنود است. نقاش است و در کیچ‌های خود جنگ را نشان می‌دهد و با محدودیت‌هایی که اسلاف پیوریتن و حزب کمونیست بر او تحمیل کرده‌اند، درگیر است و این درگیری‌ها را در نقاشی‌هایش به نمایش می‌گذارد.

#### فرانتس
عاشق سابینا و استاد ایده‌پرداز اهل ژنو است. او که سابینا را فردی مخالف و پرسودا می‌داند، به او دل می‌بازد. مردی احساساتی است و اساس رفتارهایش وفاداری به سابینا و خاطرات مادرش است.

#### کارنین
سگ توما و ترزا. با این که خودش ماده است، نامش مذکر است و به الکسای کارنین، شخصیت شوهر در آناکارنینا ارجاع دارد. کارنین به شدت از تغییر بیزار است. پس از مدتی توما متوجه می‌شود کارنین سرطان دارد و حتی پس از خارج کردن تومور نیز بهبود پیدا نمی‌کند و قرار است بمیرد.

#### سیمون
پسر بیگانهٔ توما از ازدواجی دیرین.

## اقتباس‌ها
در سال ۱۹۸۸ فیلمی انگلیسی از روی این کتاب ساخته شد. دانیل دی-لوئیس در نقش توماس، ژولیت بینوش در نقش ترزا، و لنا اولین در نقش سابینا در این فیلم بازی کردند. کارگردان این فیلم فیلیپ کافمن است.

## ترجمه به فارسی
این رمان با عنوان «بار هستی» توسط پرویز همایون‌پور ترجمه و در سال ۱۳۶۵ توسط نشر گفتار منتشر شده‌است. مترجم در علت این نام‌گذاری در مقدمهٔ کتاب ذکر کرده: «عنوان کتاب در اصل «سبکی تحمل‌ناپذیر هستی» بوده که اندیشهٔ زیربنایی و دورنمایانهٔ رمان است؛ ولی چون این عنوان تنها پس از مطالعهٔ رمان مفهوم می‌گردد، مترجم بار هستی را برگزید.» این کتاب در ایران بیش از چهل بار تجدید چاپ شده است.
همچنین این کتاب در سال 1393 با عنوان «سبکی تحمل‌ناپذیر هستی» و ترجمه حسین کاظمی یزدی توسط نیکونشر منتشر شده‌است.